# Puchar Niemiec w piłce nożnej (1974/1975)
Puchar Niemiec w piłce nożnej mężczyzn 1974/1975 – 32. edycja rozgrywek mających na celu wyłonienie zdobywcy Pucharu Niemiec, który uzyskał tym samym prawo gry w Pucharze Zdobywców Pucharów (1975/1976). Po raz 2. trofeum wywalczył Eintracht Frankfurt. Finał został rozegrany na Niedersachsenstadion w Hanowerze.

## Plan rozgrywek
Rozgrywki szczebla centralnego składały się z 7 części:
- Runda 1: 6 września–1 października 1974 roku
- Runda 2: 25 października–21 grudnia 1974 roku
- Runda 3: 5–19 lutego 1975 roku
- Runda 4: 15–26 marca 1975 roku
- Ćwierćfinał: 12 kwietnia 1975 roku
- Półfinał: 29–30 kwietnia 1975 roku
- Finał: 21 czerwca 1975 roku na Niedersachsenstadion w Hanowerze

## Pierwsza runda
Mecze zostały rozegrane w okresie 6 września–1 października 1974 roku.
| Drużyna 1                  | Wynik      | Drużyna 2                    |
| -------------------------- | ---------- | ---------------------------- |
| FC Nürnberg                | 2:2 (dog.) | Wacker Monachium             |
| VfR Mannheim               | 8:0        | Sperber Hamburg              |
| Eintracht Brunszwik        | 4:1 (dog.) | Hertha Berlin                |
| Bayern Monachium           | 3:2        | VfB Stuttgart                |
| FC Schweinfurt 05          | 3:4        | FC Kaiserslautern            |
| SpVgg Bayreuth             | 1:2        | Schalke Gelsenkirchen        |
| Arminia Bielefeld          | 1:3        | Eintracht Frankfurt          |
| Preußen Münster            | 0:4        | Hamburger SV                 |
| SV Darmstadt 98            | 2:1        | Wuppertaler SV               |
| TV Gültstein               | 0:5        | Borussia Mönchengladbach     |
| Blumenthaler SV            | 1:3        | MSV Duisburg                 |
| OSV Hannover               | 2:5        | Rot-Weiss Essen              |
| Fortuna Düsseldorf         | 6:0        | ASV Neumarkt                 |
| SC Herford                 | 0:3        | VfL Bochum                   |
| VfL Osnabrück              | 0:2        | Borussia Neunkirchen         |
| SC Göttingen 05            | 3:2        | Hannover 96                  |
| Karlsruher SC              | 0:1        | Bayern Hof                   |
| FC Augsburg                | 2:1        | FC Saarbrücken               |
| Schwarz-Weiss Essen        | 3:0        | SG Wattenscheid 09           |
| Wacker Berlin              | 0:1 (dog.) | FSV Mainz 05                 |
| Alemannia Aachen           | 1:0        | SpVgg Erkenschwick           |
| Borussia Dortmund          | 3:0        | VfR Heilbronn                |
| OSC Bremerhaven            | 1:2        | VfL Wolfsburg                |
| FK Pirmasens               | 7:1        | VfR Neumünster               |
| FV Weinheim                | 2:4 (dog.) | Bayer Uerdingen              |
| FC Homburg                 | 3:0        | TuS Schwachhausen            |
| FC St. Pauli               | 3:0        | SC Bad Neuenahr              |
| TSV 60 Weißenburg          | 0:5        | SpVgg Fürth                  |
| Viktoria Kolonia           | 4:0        | Stuttgarter Kickers          |
| SpVgg Ludwigsburg          | 2:2 (dog.) | FC Mülheim-Styrum            |
| SV Chio Waldhof            | 4:0        | Heider SV                    |
| VfB Eppingen               | 2:1        | Röchling Völklingen          |
| FV Lörrach                 | 1:2        | ASV Landau                   |
| FV Baden-Oos               | 1:3        | Arminia Hanower              |
| FV Eppelborn               | 4:2        | Eisbachtaler Sportfreunde    |
| TSV Klein-Linden           | 1:2        | Rot-Weiß Lüdenscheid         |
| SV Leiwen                  | 2:2 (dog.) | FC Pforzheim                 |
| SV Sandhausen              | 3:1        | FC Wunstorf                  |
| Eintracht Bad Kreuznach II | 1:3        | Bayer Leverkusen             |
| Rapide Wedding             | 3:0        | TuS Mayen                    |
| Heidenheimer SB            | 2:2 (dog.) | Hertha Zehlendorf            |
| Holstein Kilonia           | 6:1        | Rot-Weiss Frankfurt          |
| Werder Brema               | 11:1       | BSC Grünhöfe                 |
| VfB Oldenburg              | 2:6        | FC Köln                      |
| Union Solingen             | 2:1        | Kickers Offenbach            |
| Rheydter Spielverein       | 1:2        | Tennis Borussia Berlin       |
| TSV 1860 Monachium         | 3:2 (dog.) | Wormatia Worms               |
| HSV Barmbek-Uhlenhorst     | 1:2        | Sportfreunde Siegen          |
| Hamborn 07                 | 1:3        | Fortuna Kolonia              |
| Olympia Wilhelmshaven      | 4:1        | Eintracht Trewir             |
| Rot-Weiss Oberhausen       | 4:2 (dog.) | TuS 08 Langerwehe            |
| VfB Homberg                | 1:3        | DJK Gütersloh                |
| VfB Stuttgart (amatorzy)   | 8:4 (dog.) | FC Villingen                 |
| TuS Ahlen                  | 1:2        | VfB Theley                   |
| TSV Ersen                  | 0:1 (dog.) | VfB Dillingen                |
| Eintracht Nordhorn         | 5:1        | SC Westend 1901              |
| SC Jülich                  | 2:1        | SV Göppingen                 |
| Usinger TSG                | 3:2        | FSV Teutonia Obernau         |
| ASC Dudweiler              | •          | FC Emmendingen               |
| SC Victoria Hamburg        | 1:2 (dog.) | FC Altona 93                 |
| VfB Lübeck                 | 3:1        | Bayern Monachium (amatorzy)  |
| Spandauer SV               | 2:0        | Hamburger SV (amatorzy)      |
| Eintracht Bad Kreuznach I  | 2:0        | Westfalia Herne              |
| FC 1906 Rodalben           | 1:2 (dog.) | TSV Taunusstein:Bleidenstadt |

### Mecze powtórzone
| Drużyna 1         | Wynik         | Drużyna 2            |
| ----------------- | ------------- | -------------------- |
| Hertha Zehlendorf | 5:0           | Heidenheimer SB      |
| FC Pforzheim      | 0:0 (5:3 kar) | SV Leiwen            |
| Wacker Monachium  | 2:5           | FC Nürnberg          |
| FC Mülheim-Styrum | 3:1           | SpVgg 07 Ludwigsburg |

## Druga runda
Mecze zostały rozegrane w okresie 25 października–21 grudnia 1974 roku.
| Drużyna 1                    | Wynik      | Drużyna 2             |
| ---------------------------- | ---------- | --------------------- |
| Rot-Weiß Lüdenscheid         | 3:5        | Eintracht Brunszwik   |
| Fortuna Kolonia              | 7:2        | Olympia Wilhelmshaven |
| MSV Duisburg                 | 3:0        | FC Nürnberg           |
| Bayern Hof                   | 2:2 (dog.) | VfL Bochum            |
| Rot-Weiss Essen              | 6:2        | DJK Gütersloh         |
| VfL Wolfsburg                | 1:4        | Werder Brema          |
| Bayern Monachium             | 2:0        | Rot-Weiss Oberhausen  |
| Schalke Gelsenkirchen        | 6:0        | Hertha Zehlendorf     |
| Fortuna Düsseldorf           | 4:1        | FV Eppelborn          |
| FC Kaiserslautern            | 7:1        | Spandauer SV          |
| VfB Eppingen                 | 2:1        | Hamburger SV          |
| Tennis Borussia Berlin       | 4:0        | Rapide Wedding        |
| FC St. Pauli                 | 8:3        | FSV Mainz 05          |
| SpVgg Fürth                  | 1:1 (dog.) | Borussia Dortmund     |
| FC Mülheim-Styrum            | 2:0        | VfR Mannheim          |
| Holstein Kilonia             | 0:1        | Bayer Uerdingen       |
| ASV Landau                   | 0:1        | FC Augsburg           |
| TSV Taunusstein-Bleidenstadt | 0:0 (dog.) | FC Homburg            |
| Eintracht Bad Kreuznach      | 2:4        | TSV 1860 Monachium    |
| SV Chio Waldhof              | 0:1        | SV Sandhausen         |
| Sportfreunde Siegen          | 1:0        | SC Göttingen 05       |
| Viktoria Kolonia             | 6:1 (dog.) | Usinger TSG           |
| VfB Theley                   | 2:4 (dog.) | FC Altona 93          |
| Bayer Leverkusen             | 2:0        | Eintracht Nordhorn    |
| VfB Dillingen                | 2:2 (dog.) | SC Jülich             |
| Arminia Hanower              | 5:0        | ASC Dudweiler         |
| VfB Stuttgart (amatorzy)     | 2:0        | FC Pforzheim          |
| Union Solingen               | 1:2 (dog.) | Eintracht Frankfurt   |
| Schwarz-Weiss Essen          | 2:0        | SV Darmstadt 98       |
| Alemannia Aachen             | 2:1        | Borussia Neunkirchen  |
| FK Pirmasens                 | 6:0        | VfB Lübeck            |
| Borussia Mönchengladbach     | 3:5        | FC Köln               |

### Mecze powtórzone
| Drużyna 1                    | Wynik         | Drużyna 2       |
| ---------------------------- | ------------- | --------------- |
| TSV Taunusstein-Bleidenstadt | 0:0 (2:0 kar) | FC Homburg/Saar |
| Borussia Dortmund            | 1:0           | SpVgg Fürth     |
| SC Jülich                    | 4:0           | VfB Dillingen   |
| VfL Bochum                   | 5:0           | Bayern Hof      |

## Trzecia runda
Mecze zostały rozegrane w okresie 5–19 lutego 1975 roku.
| Drużyna 1                | Wynik      | Drużyna 2                    |
| ------------------------ | ---------- | ---------------------------- |
| Fortuna Kolonia          | 2:0        | Schalke Gelsenkirchen        |
| Fortuna Düsseldorf       | 3:2 (dog.) | FC Kaiserslautern            |
| Bayern Monachium         | 2:3        | MSV Duisburg                 |
| FC Köln                  | 4:1        | FC St. Pauli                 |
| Werder Brema             | 2:2 (dog.) | FC Augsburg                  |
| Tennis Borussia Berlin   | 1:0        | Alemannia Aachen             |
| Bayer Uerdingen          | 0:2        | VfL Bochum                   |
| FC Mülheim-Styrum        | 0:3        | Eintracht Frankfurt          |
| Schwarz-Weiss Essen      | 1:2        | Rot-Weiss Essen              |
| Eintracht Brunszwik      | 1:2        | Viktoria Kolonia             |
| FK Pirmasens             | 4:2        | TSV 1860 Monachium           |
| Borussia Dortmund        | 2:1        | Sportfreunde Siegen          |
| SC Jülich                | 4:2        | TSV Taunusstein-Bleidenstadt |
| FC Altona 93             | 2:0        | Arminia Hanower              |
| VfB Stuttgart (amatorzy) | 2:0        | Bayer Leverkusen             |
| SV Sandhausen            | 1:2        | VfB Eppingen                 |

### Mecze powtórzone
| Drużyna 1   | Wynik | Drużyna 2    |
| ----------- | ----- | ------------ |
| FC Augsburg | 1:2   | Werder Brema |

## Czwarta runda
Mecze zostały rozegrane w okresie 15–26 marca 1975 roku.
| Drużyna 1                | Wynik      | Drużyna 2              |
| ------------------------ | ---------- | ---------------------- |
| Eintracht Frankfurt      | 1:0        | VfL Bochum             |
| Fortuna Düsseldorf       | 5:2        | FC Köln                |
| Rot-Weiss Essen          | 6:0        | FK Pirmasens           |
| MSV Duisburg             | 7:0        | FC Altona 93           |
| VfB Stuttgart (amatorzy) | 2:1        | Tennis Borussia Berlin |
| Fortuna Kolonia          | 0:0 (dog.) | SC Jülich              |
| VfB Eppingen             | 0:2        | Werder Brema           |
| Viktoria Kolonia         | 0:0 (dog.) | Borussia Dortmund      |

### Mecze powtórzone
| Drużyna 1         | Wynik | Drużyna 2        |
| ----------------- | ----- | ---------------- |
| Borussia Dortmund | 3:0   | Viktoria Kolonia |
| SC Jülich         | 0:1   | Fortuna Kolonia  |

## Ćwierćfinały
Mecze zostały rozegrane 12 kwietnia 1975 roku.
| Drużyna 1                | Wynik | Drużyna 2          |
| ------------------------ | ----- | ------------------ |
| VfB Stuttgart (amatorzy) | 0:4   | Borussia Dortmund  |
| Eintracht Frankfurt      | 4:2   | Fortuna Kolonia    |
| Werder Brema             | 0:2   | MSV Duisburg       |
| Rot-Weiss Essen          | 1:0   | Fortuna Düsseldorf |

## Półfinały
Mecze zostały rozegrane 29 i 30 kwietnia 1975 roku.
| Drużyna 1           | Wynik      | Drużyna 2         |
| ------------------- | ---------- | ----------------- |
| Eintracht Frankfurt | 3:1 (dog.) | Rot-Weiss Essen   |
| MSV Duisburg        | 2:1 (dog.) | Borussia Dortmund |

## Finał
| 21 czerwca 1975 16:00 CEST | Eintracht Frankfurt · Körbel 57' | 1:00:0Raport | MSV Duisburg | Niedersachsenstadion, Hanower Widzów: 43 000 Sędzia: Walter Horstmann (Hildesheim) |
|                            |                                  |              |              |                                                                                    |

| EINTRACHT FRANKFURT:  |   |                   |
|                       |   |                   |
| BR                    | 1 | Günther Wienhold  |
| SW                    |   | Gert Trinklein    |
| OB                    |   | Peter Reichel     |
| OB                    |   | Karl-Heinz Körbel |
| OB                    |   | Willi Neuberger   |
| PO                    |   | Klaus Beverungen  |
| PO                    |   | Roland Weidle     |
| PO                    |   | Jürgen Grabowski  |
| PO                    |   | Bernd Nickel      |
| NA                    |   | Bernd Hölzenbein  |
| NA                    |   | Bernd Lorenz      |
| Zmiany:               |   |                   |
| Nie wprowadzono zmian |   |                   |
| Trener:               |   |                   |
| Dietrich Weise        |   |                   |

| MSV DUISBURG:    |   |                  |  |     |
|                  |   |                  |  |     |
| BR               | 1 | Dietmar Linders  |  |     |
| SW               |   | Detlef Pirsig    |  |     |
| OB               |   | Werner Schneider |  |     |
| OB               |   | Michael Bella    |  |     |
| OB               |   | Bernard Dietz    |  |     |
| PO               |   | Bernd Lehmann    |  | 69' |
| PO               |   | Klaus Bruckmann  |  | 77' |
| PO               |   | Ronald Worm      |  |     |
| PO               |   | Theo Bücker      |  |     |
| NA               |   | Rudolf Seliger   |  |     |
| NA               |   | Klaus Thies      |  |     |
| Zmiany:          |   |                  |  |     |
| OB               |   | Kees Bregman     |  | 77' |
| PO               |   | Walter Krause    |  | 69' |
| Trener:          |   |                  |  |     |
| Willibert Kremer |   |                  |  |     |

| Puchar Niemiec w piłce nożnej 1974–1975 Zwycięzcy |
| ------------------------------------------------- |
| Eintracht Frankfurt 2. Tytuł                      |